# My God Is Blue
Albums de Sébastien Tellier
Sexuality
(2008) Confection
(2013)
Singles
1. Pepito Bleu
Sortie : 16 janvier 2012
2. Cochon Ville
Sortie : 7 mars 2012
3. Russian Attractions
Sortie : 26 juin 2012

My God Is Blue est le quatrième album studio de l'artiste français Sébastien Tellier, sorti le 23 avril 2012 sur le label indépendant Record Makers.

## Genèse de l'album
Les quatre années qui séparent My God is Blue de son prédécesseur sont révélatrices du tâtonnement de Sébastien Tellier après Sexuality, album qui connaît à sa sortie un certain succès commercial et critique. Plusieurs tentatives de nouvel album échouent. L'artiste souhaite au début faire un album à propos de la sensation d'une main lorsqu'elle touche de la terre mouillée. Il se concentre ensuite sur l'agriculture puis les fruits et légumes, sans succès. Finalement, l'album évoque sa « vision du Dieu, de la spiritualité et de l'éveil ». L'idée de mettre au centre de l’œuvre la couleur bleue naît d'une rencontre avec un chaman à Los Angeles. Celui-ci lui apprend à effectuer des mixtures de drogues. La consommation de ces substances fait apparaître au chanteur des « vérités bleues » à travers des rêves et des « transes bleues ». L'inspiration lui vient également à la suite d'un voyage au Bénin, où il s'est marié. Il dit s'être retrouvé au milieu d'une petite communauté, dans un « [coin] pas encore [touché] par l’homme ».

## Production
Alors que Sexuality est produit par Guy-Manuel de Homem-Christo, c'est Gilles Bousquet, alias Mr. Flash, artiste du label Ed Banger Records, qui s'occupe de la production de My God is Blue. Sébastien Tellier évoque des relations compliquées avec Mr. Flash. Les deux n'ont pas « la même vision » de l'album. Néanmoins, il estime que leur division est porteuse et conduit à l'unité.

## L’Alliance Bleue
Pour Sébastien Tellier, l'album n'est que la vitrine d'un mouvement qu'il créé : l'Alliance Bleue. Il présente ce mouvement comme le prolongement de son art et l'occasion de créer un « autre monde », plus doux et plus merveilleux. Bien que les contours de cette organisation ne soient pas clairement définis, il rejette l'idée d'une manipulation ou d'une malhonnêteté et refuse de comparer son mouvement à une secte et de se présenter comme un gourou, mais plutôt comme une « Maman ». Son mouvement est basé, dit-il, sur l'imaginaire et la tendresse. À travers l’Alliance Bleue, Sébastien Tellier espère devenir un artiste complet.

## Promotion de l'album

### Clips
Trois chansons bénéficient d'un vidéo-clip : Pépito Bleu, Cochon Ville et Russian Attractions.
Dans le clip de Pépito Bleu, le chanteur arbore un médaillon bleu dessiné par Jean-Charles de Castelbajac. Le médaillon en question fait l'objet de nombreuses interprétations et certains estiment qu'il serait une allusion au viagra ou à l'ectasie. Pour l'artiste, le bleu représente le bonheur et le pépito est une manière d'évoquer la base de l'album : « C'est un album de pépito bleu, c’est-à-dire, basé sur des fondements de biscuits ») et que l'album est « fragile comme du biscuit ».
Le clip de Cochon Ville est réalisé par Alex Courtès. Il est retiré de YouTube quelques minutes après sa publication à cause de son contenu pornographique. Le clip présente en effet de jeunes gens se déshabillant autour de l'artiste chantant et jouant de la guitare basse. Le clip aurait permis de donner un coup de pouce aux ventes de l'album sur iTunes.

### Passages télévisuels
Pour la promotion de son album, Sébastien Tellier fait plusieurs passages télévisuels remarqués.
Sur le plateau de On n'est pas couché, il déclare qu'il n'a pas besoin d'incarner un personnage pour que les gens écoutent sa musique puisqu'il crée la « musique du futur », qu'il « invite les gens à lire dans l'avenir ». Il estime avoir « la lumière au bout des doigts ». Sur le plateau, la journaliste Audrey Pulvar lui reproche pourtant de « faire du commercial » et de ne pas être « authentique ».
Sur le plateau du Grand Journal, il joue Cochon Ville alors que, à l'image de son clip, des figurants se déshabillent devant la scène.

## Liste des chansons
| No  | Titre                   | Durée |
| --- | ----------------------- | ----- |
| 1.  | Pépito bleu             | 2:48  |
| 2.  | The Colour of Your Mind | 5:04  |
| 3.  | Sedulous                | 4:23  |
| 4.  | Cochon ville            | 3:09  |
| 5.  | Magical Hurricane       | 4:31  |
| 6.  | Russian Attractions     | 2:57  |
| 7.  | Mayday                  | 3:32  |
| 8.  | Draw Your World         | 1:54  |
| 9.  | My Poseidon             | 4:31  |
| 10. | Against the Law         | 4:48  |
| 11. | My God Is Blue          | 3:07  |
| 12. | Yes, It's Possible      | 5:41  |